# イルコッタ
イルコッタ（マルタ語: Irkotta）は、マルタのチーズ。
イタリアのチーズであるリコッタと混同されるが、ホエーを使用せず温めた乳に塩化カルシウムを加えてカード状にしたものである。原型としては、19世紀の乳に沸騰した海水を加えて40分かき混ぜて凝固させ、漉し器でホエーとイルコッタに分離するものが知られている。21世紀には、牛乳を使用したものも製造されている。
リコッタと同様に脂肪分が少ないチーズである。様々な料理に使われる他、ディップとしてそのまま使用されたり、クリームチーズの代用とされるなどの方法で食される。製造過程で海水を用いるため、軽い塩味がするチーズとなっている。
マルタの欧州連合加盟に際し、ジュベイナ（羊乳か山羊乳から作られるゴゾ島のチーズ）と共に伝統的なチーズとして保護されている。
キルコップでは、2010年よりイルコッタを取り上げた祭りであるイルコッタフェスト（Irkotta Fest）が開催されている。